# هيو بويل إيوينغ
هيو بويل إيوينغ (بالإنجليزية: Hugh Boyle Ewing)‏ (31 أكتوبر 1826، لانكستر في الولايات المتحدة - 30 يونيو 1905، لانكستر في الولايات المتحدة)؛ ضابط، دبلوماسي وروائي أمريكي.